# Laodao He
Laodao He är ett vattendrag i Kina. Det ligger i provinsen Hunan, i den södra delen av landet, nära eller i provinshuvudstaden Changsha.
Genomsnittlig årsnederbörd är 1 884 millimeter. Den regnigaste månaden är maj, med i genomsnitt 338 mm nederbörd, och den torraste är oktober, med 45 mm nederbörd.